# جيمس آدامز (سياسي)
جيمس آدامز (بالإنجليزية: James Adams)‏ هو سياسي أمريكي، ولد في 18 فبراير 1810 في الولايات المتحدة، وتوفي في 13 نوفمبر 1880.